# Liste der Kulturdenkmale in Zittau West
In der Liste der Kulturdenkmale in Zittau West sind die Kulturdenkmale des zur Zittauer Kernstadt gehörenden Stadtteils verzeichnet, die bis September 2024 vom Landesamt für Denkmalpflege Sachsen erfasst wurden (ohne archäologische Kulturdenkmale). Die Anmerkungen sind zu beachten.

## Liste der Kulturdenkmale in Zittau West
| Bild                                    | Bezeichnung | Lage                                                                 | Datierung                                                   | Beschreibung | ID       |
| --------------------------------------- | --- | -------------------------------------------------------------------- | ----------------------------------------------------------- | --- | -------- |
| Weitere Bilder                          | Wohnhaus (mit Oberlaube) und Mauer des Grundstücks | Alte Burgstraße 1 (Karte)                                            | 18. Jahrhundert                                             | Baugeschichtlich, hausgeschichtlich und straßenbildprägend von Bedeutung | 09271887 |
| Weitere Bilder                          | Ländliches Wohnhaus (Umgebinde) | Alte Burgstraße 15 (Karte)                                           | 1. Hälfte 18. Jahrhundert                                   | Baugeschichtlich, hausgeschichtlich und heimatgeschichtlich von Bedeutung, letztes Umgebindehaus im Stadtgebiet von Zittau | 09271875 |
| Weitere Bilder                          | Wohnhaus in Ecklage | Alte Burgstraße 17 (Karte)                                           | Bezeichnet mit 1688 in Kartusche                            | Hausgeschichtlich und straßenbildprägend von Bedeutung, im Kern ein Barockbau | 08992391 |
|                                         | Brücke über die Mandau (Einzeldenkmal zu ID-Nr. 09303687) | Äußere Oybiner Straße (Karte)                                        | 19. Jahrhundert                                             | Einzeldenkmal der Sachgesamtheit Zittauer Mandau-Hochufer; verkehrsgeschichtlich, baugeschichtlich und technikgeschichtlich von Bedeutung, eine steinerne Bogenbrücke | 09271908 |
| Weitere Bilder                          | Toreinfahrt (Pfeiler mit Torgitter) zum Grundstück | Äußere Oybiner Straße 1a (Karte)                                     | Ende 19. Jahrhundert                                        | Künstlerisch-handwerklich von Bedeutung, reich gestaltetes, schmiedeeisernes Torgitter der Gründerzeit | 09302053 |
| Weitere Bilder                          | Doppelmietshaus mit Einfriedung | Äußere Oybiner Straße 4, 4b (Karte)                                  | Ende 19. Jahrhundert                                        | Baugeschichtlich, städtebaulich und ortsbildprägend von Bedeutung, repräsentativer Gründerzeitbau | 09271904 |
| Weitere Bilder                          | Villa mit Einfriedung | Äußere Oybiner Straße 4c (Karte)                                     | 2. Hälfte 19. Jahrhundert                                   | Baugeschichtlich von Bedeutung, ein Gründerzeitbau | 09301525 |
|                                         | Mietshaus in Ecklage | Äußere Weberstraße 2 (Karte)                                         | Um 1900, im Kern älter                                      | Städtebaulich und baugeschichtlich von Bedeutung, schöne, straßenbildprägende Jugendstilfassade, im Kern ein frühes Gründerzeitgebäude, ortsbildprägende Lage am Ring | 09302054 |
| Weitere Bilder                          | Wohnhaus (zwei miteinander verbundene Gebäude) mit späterem Ladeneinbau | Äußere Weberstraße 3 (Karte)                                         | 18. Jahrhundert, später überformt                           | Baugeschichtlich und städtebaulich von Bedeutung, ortsbildprägende Lage am Ring | 09271900 |
|                                         | Saalgebäude (Kronensaal) des einstigen Hotels Drei Kronen, später Volkshaus (Anbau hinter dem Hauptbau im Hof) | Äußere Weberstraße 6 (Karte)                                         | Zwischen 1902 und 1903                                      | Ortsgeschichtlich von Bedeutung, das zu seiner Zeit größte Zittauer Hotel wurde vom Gastwirt G. O. Petzold gebaut, Saal mit Rabitzgewölben | 08992392 |
| Weitere Bilder                          | Doppelmietshaus in geschlossener Bebauung, mit originaler Ladenfront | Äußere Weberstraße 10, 10b (Karte)                                   | Um 1895                                                     | Städtebaulich, baugeschichtlich und künstlerisch von Bedeutung, repräsentativer Gründerzeitbau (Klinkerfassade) mit schöner Ladenfront (besonders Nr. 10b originale Schaufenstergestaltung) | 08992226 |
| Weitere Bilder                          | Mietshaus (ehemals mit Kino im Hinterhof) in geschlossener Bebauung | Äußere Weberstraße 17 (Karte)                                        | Anfang 20. Jahrhundert                                      | Städtebaulich und baugeschichtlich von Bedeutung, ein Bau im Reformstil der Zeit um 1910, im Erdgeschoss originale Ladenfront | 09271897 |
| Weitere Bilder                          | Mietshaus (mit Läden) in geschlossener Bebauung | Äußere Weberstraße 19 (Karte)                                        | Ende 19. Jahrhundert                                        | Städtebaulich und baugeschichtlich Bedeutung, repräsentativer Gründerzeitbau (Klinkerfassade), im Erdgeschoss originale Ladenfront | 09271898 |
| Weitere Bilder                          | Mietshaus in geschlossener Bebauung | Äußere Weberstraße 24b (Karte)                                       | Um 1908                                                     | Baugeschichtlich von Bedeutung, spätgründerzeitliches Gebäude mit Jugendstilelementen, repräsentative Fassade | 09302056 |
| Weitere Bilder                          | Pforte mit Aufschrift „Privat-Eingang Marien-Apotheke“ | Äußere Weberstraße 26 (Karte)                                        | 1920er Jahre                                                | Künstlerisch-handwerklich von Bedeutung, Klinkerpforte mit schmiedeeisernem Tor in Art-déco-Gestaltung | 08992228 |
| Weitere Bilder                          | Wohnhaus, Ecklage, mit Hintergebäude | Äußere Weberstraße 29 (Karte)                                        | Um 1880                                                     | Städtebaulich und baugeschichtlich von Bedeutung, Gründerzeithaus, das gewerbliche Hintergebäude teils in Fachwerk | 08992229 |
| Weitere Bilder                          | Städtisches Gaswerk mit zwei Zwillings-Gasbehältern (weitere Bauten des Gaswerks siehe auch Weststraße 20a) | Äußere Weberstraße 43 (Karte)                                        | 1858                                                        | Technikgeschichtlich von Bedeutung, das Werk lieferte 1858 erstmals Gas für die Straßenbeleuchtung | 09271156 |
| Weitere Bilder                          | Villa Dora mit Einfriedung | Äußere Weberstraße 52 (Karte)                                        | Um 1890                                                     | Städtebaulich, künstlerisch, kunstgeschichtlich und baugeschichtlich von Bedeutung, ein repräsentativer Gründerzeitbau mit Klinkerfassade, Zierfachwerk, Schwebegiebel und reichem plastischen Schmuck | 09271861 |
| Direkt Bild zu diesem Denkmal hochladen | Weberei | Äußere Weberstraße 57 (Karte)                                        | 1883                                                        | Bestehend aus einem zweigeschossigen Baukörper auf quadratischer Grundfläche mit flachem Zeltdach und nach hinten angebautem längeren eingeschossigen Baukörper mit flachem Satteldach, der vordere Bau enthielt Wohnraum, Küche und ein Lager, der hintere den Produktionsraum, als mechanische Weberei für die Herren Seidel und Richter geplant, wirtschafts-, orts- und baugeschichtlich von Bedeutung | 09307320 |
| Weitere Bilder                          | Villa Margarethe mit Einfriedung | Äußere Weberstraße 58 (Karte)                                        | Um 1890                                                     | Baugeschichtlich, künstlerisch und städtebaulich von Bedeutung, ein Gründerzeitbau (Klinkerfassade) im neogotischen Stil, Schwebegiebel und Farbglasfenster | 09271860 |
| Weitere Bilder                          | Wohnhaus in offener Bebauung, mit Einfriedung | Äußere Weberstraße 68 (Karte)                                        | Um 1900                                                     | Baugeschichtlich und städtebaulich von Bedeutung, ein Gründerzeithaus im historistischen Stil (Klinkerfassade) | 08992231 |
| Weitere Bilder                          | Doppelmietshaus (zusammen mit Gabelsberger Straße 11) | Äußere Weberstraße 69 (Karte)                                        | Um 1900, später überformt                                   | Städtebaulich und baugeschichtlich von Bedeutung, ein überformtes Gründerzeithaus, prägnanter Erker mit Fachwerkaufbau | 09302200 |
| Weitere Bilder                          | Wohnhaus in offener Bebauung | Äußere Weberstraße 70 (Karte)                                        | Um 1900                                                     | Baugeschichtlich und städtebaulich von Bedeutung, ein Gründerzeithaus im historistischen Stil (Klinkerfassade) in straßenbildprägender Ecklage | 08992232 |
| Direkt Bild zu diesem Denkmal hochladen | Meilenstein | Äußere Weberstraße 72 (bei) (Karte)                                  | Bezeichnet mit 1859                                         | Königlich-Sächsischer Meilenstein, Kopie eines Stationssteins, Stele aus Sandstein mit dreieckigem Grundriss sowie Inschriften und gusseisernen Krone an der östlichen Seite, Bestandteil des ehemaligen Postkurses Zittau–Ebersbach, als Teil des seit 1858 im Königreich Sachsen eingeführten Meilensystems von verkehrsgeschichtlicher Bedeutung | 09306873 |
| Weitere Bilder                          | Zwei Wohnhäuser (Äußere Weberstraße 75 ein Doppelhaus mit Pescheckstraße 2) einer kleinen Wohnanlage, mit Einfriedung (Kriegerwohnstätten Baugenossenschaft Zittau) | Äußere Weberstraße 75, 77 (Karte)                                    | Um 1925                                                     | Städtebaulich und baugeschichtlich von Bedeutung, im Heimatstil der 1920er Jahre (Pescheckstraße 2) | 09302201 |
| Weitere Bilder                          | Hotel in Ecklage und geschlossener Bebauung (Hotel und Restaurant Reichshof) | Bahnhofstraße 1 (Karte)                                              | 1893                                                        | Städtebaulich, ortsgeschichtlich und baugeschichtlich von Bedeutung, historistischer Bau mit Klinkerfassade, ortsbildprägende Lage am Ring | 09270547 |
|                                         | Wohnhaus in halboffener Bebauung | Bahnhofstraße 2 (Karte)                                              | 1890er Jahre                                                | Städtebaulich, künstlerisch und baugeschichtlich von Bedeutung, ein Bau im Stil der italienischen Renaissance, Obergeschosse Klinker | 09270548 |
|                                         | Mietshaus mit Läden mit originaler Front, in geschlossener Bebauung | Bahnhofstraße 5 (Karte)                                              | Bezeichnet mit 1882                                         | Städtebaulich und baugeschichtlich von Bedeutung, reichgegliederte historistische Fassade | 09271823 |
|                                         | Mietshaus mit Ladenfront, in geschlossener Bebauung | Bahnhofstraße 5b (Karte)                                             | 1890er Jahre                                                | Städtebaulich und baugeschichtlich von Bedeutung, Gründerzeithaus mit reichgegliederter Fassade | 09271824 |
|                                         | Mietshaus mit Ladenfront, in geschlossener Bebauung | Bahnhofstraße 6 (Karte)                                              | 1890er Jahre                                                | Städtebaulich und baugeschichtlich von Bedeutung, reich gegliedertes Gründerzeithaus (Klinkerfassade) | 09271822 |
| Weitere Bilder                          | Doppelmietshaus in geschlossener Bebauung | Bahnhofstraße 7, 9 (Karte)                                           | Bezeichnet mit 1905                                         | Städtebaulich und baugeschichtlich von Bedeutung, aufwändige Jugendstilornamentik | 09271825 |
| Weitere Bilder                          | Mietshaus, nach links in geschlossener Bebauung | Bahnhofstraße 11 (Karte)                                             | 1890er Jahre                                                | Städtebaulich und baugeschichtlich von Bedeutung, historistische, reichgegliederter Klinkerfassade und straßenbildprägendem Erker | 09271826 |
| Weitere Bilder                          | Villa mit Wintergarten an der Rückseite | Bahnhofstraße 15 (Karte)                                             | 1890er Jahren, später überformt                             | Städtebaulich und baugeschichtlich von Bedeutung, historistisch mit Turm und Belvedere | 09271827 |
| Weitere Bilder                          | Villa mit Einfriedung | Bahnhofstraße 17 (Karte)                                             | 1871                                                        | Städtebaulich, künstlerisch und baugeschichtlich von Bedeutung, steht in der Semperschen Tradition der Villa „Rosa“ im Stil der Neorenaissance, Bauherr war der Kaufmann Hermann Roscher | 09271828 |
| Weitere Bilder                          | Villa | Bahnhofstraße 19 (Karte)                                             | Bezeichnet mit 1862/1863                                    | Städtebaulich und baugeschichtlich von Bedeutung, historistisch, vornehme Gliederung durch Lisenen und feine Reliefs, straßenbildprägender Balkon | 09271829 |
| Weitere Bilder                          | Villa und Hofgebäude | Bahnhofstraße 21 (Karte)                                             | 1863/1864                                                   | Städtebaulich, künstlerisch und baugeschichtlich von Bedeutung, ein vornehmer Bau der Dresdner Semper-Nicolai-Schule (italienische Neorenaissance), repräsentatives Treppenhaus, Bauherr war der Kaufmann Karl Wilhelm Noack, das Hofgebäude mit Anklängen an den Schweizer Stil; Hofgebäude zwischen 2010 und 2013 abgerissen | 09271830 |
| Weitere Bilder                          | Societäts-Brauerei mit allen den vorderen Hof eingrenzenden Bauten, dabei die Fabrikantenvilla (wohl mit Verwaltungsfunktion) und die bis viergeschossigen Keller aller Bauten | Bahnhofstraße 23 (Karte)                                             | Ab 1845 (alle Bauten); um 1880 (Fabrikantenvilla)           | Baugeschichtlicher und ortsgeschichtlicher Wert | 09304457 |
| Weitere Bilder                          | Mietshaus, in geschlossener Bebauung konzipiert | Bahnhofstraße 25 (Karte)                                             | 1879                                                        | Bauherr Maurermeister J. G. Thomas, städtebaulich und baugeschichtlich von Bedeutung, historistisch | 09271976 |
| Weitere Bilder                          | Verwaltungsbau (siehe auch Eisenbahnstraße 1b, Einzeldenkmal zu ID-Nr. 09274674) | Bahnhofstraße 27, 29 (Karte)                                         | Vor 1930                                                    | Einzeldenkmal der Sachgesamtheit Phänomen-Werke Gustav Hiller; städtebaulich, ortsgeschichtlich und baugeschichtlich von Bedeutung, Anklänge an die Neue Sachlichkeit, Verwaltungsbau der benachbarten Phänomen-Werke (stellten Motorräder, Fahrräder und Autos her) | 08960472 |
|                                         | Wohnhaus in geschlossener Bebauung | Bahnhofstraße 33 (Karte)                                             | 1890er Jahre                                                | Städtebaulich und baugeschichtlich von Bedeutung, historistisch mit originaler Ladenfront (die innere Schaufenstergestaltung aus den 1920er Jahren) | 08960475 |
| Weitere Bilder                          | Hütters Hotel (ehemals), später Wohnhaus, in geschlossener Bebauung, Ecklage | Bahnhofstraße 35, 37 (Karte)                                         | 1890er Jahre                                                | Städtebaulich, ortsgeschichtlich und baugeschichtlich von Bedeutung, ein repräsentativer Gründerzeitbau in ortsbildprägender Lage gegenüber dem Bahnhof; Eckgebäude Nr. 37 abgerissen 2006 | 09271832 |
|                                         | Lokomotivschuppen (mit Werkstattanbau), Rollwagengrube, Hochbunker zur Lokomotivbekohlung, Gebäude der ehemaligen Ölgasanlage und Wasserkran (Einzeldenkmale zu ID-Nr. 08992260) | Bahnhofstraße 39 (Karte)                                             | Ab 1910, Bahnhof 1912                                       | Einzeldenkmale der Sachgesamtheit Schmalspurbahn Zittau–Kurort Oybin/Kurort Jonsdorf; verkehrsgeschichtlich und technikgeschichtlich von Bedeutung | 08992522 |
| Weitere Bilder                          | Empfangsgebäude, Bahnsteigüberdachungen auf Haupt- sowie Inselbahnsteig mit Treppeneinhausungen und originalen Geländern an den Personentunnelzugängen, mechanischem Zugzielanzeiger und Gleissperrsignal Hs 1 II, Formsignal F, Signalbrücke mit Formsignal G, Formsignal H6, Signalbrücke mit Formsignalen H8 und H9, Formsignale N2, N5, M1, M54, P und O, vier Wärterstellwerke W1, W3, W4, W6 sowie das Befehlsstellwerk B2 (Anbau an W3) mitsamt der vollständigen Stellwerkstechnik Bauart Jüdel 11000 und Blocktechnik Siemens & Halske im System des sächsischen Bahnhofsblocks (Bauart Möllering) mit allen zu diesem System gehörenden technischen Elementen, u. a. mit den Hebelbänken (Weichen-, Gleissperren-, Riegel- und Signalhebel), den Blockuntersätzen und Blockwerken, der Relaistechnik, bei B2 auch mit dem Auftrags- und Zustimmungsmelder, mit den Spannwerken samt Drahtzugleitungen zwischen Stellwerken und Formsignalen sowie Bahnhofskabel (Blockleitung), Segment-Drehscheibe mit Resten der originalen Steinrahmung sowie Geländer, Wasserkran und Reste eines Wasserkrans | Bahnhofstraße 39 (Karte)                                             | 1859 (Bahnhofsgebäude); 1910/1911 (Stellwerk)               | Eisenbahnstrecke Zittau–Bischofswerda, Eisenbahnstrecke Görlitz–Zittau (Neißetalbahn); sehr authentisch erhaltenes Ensemble und damit von großem Erlebnis- und Zeugniswert für die sächsische Eisenbahngeschichte, letzter Bahnhof mit original sächsischem Bahnhofsblock im ostsächsischen Raum, Empfangsgebäude mit mechanischer Uhr, Bau im Rundbogenstil mit neogotischen Elementen, eines der ersten dieses Bautyps und eines der letzten erhaltenen, die Signalbrücken sind die letzten ihrer Art in der Oberlausitz, baugeschichtlich, technikgeschichtlich und eisenbahngeschichtlich von großer Bedeutung | 09271986 |
| Weitere Bilder                          | Kleinbahnhof Zittau mit Empfangsgebäude und Bahnsteigüberdachungen, Einfriedungszaun zwischen Gleis und Straße sowie Gebäude der ehemaligen Signal- und Fernmeldemeisterei (Einzeldenkmale zu ID-Nr. 08992260) | Bahnhofstraße 41 (Karte)                                             | 1911/1912                                                   | Einzeldenkmale der Sachgesamtheit Schmalspurbahn Zittau–Kurort Oybin/Kurort Jonsdorf; baugeschichtlich, verkehrshistorisch, eisenbahngeschichtlich und technikgeschichtlich von Bedeutung, der Kleinbahnhof im Heimatstil | 09271987 |
| Weitere Bilder                          | Villa (links an die Nr. 6 angebaut) mit Einfriedung | Dr.-Brinitzer-Straße 4b (Karte)                                      | Um 1865                                                     | Städtebaulich, baugeschichtlich und künstlerisch von Bedeutung, prächtiger Gründerzeitbau, reiche Architekturgliederung und figürlicher Schmuck, ortsbildprägend als Teil der Ringbebauung | 09270490 |
| Weitere Bilder                          | Villa (rechts angebaut an die Nr. 4b) | Dr.-Brinitzer-Straße 6 (Karte)                                       | Um 1865                                                     | Städtebaulich, baugeschichtlich und künstlerisch von Bedeutung, ein Gründerzeithaus in klassizistisch-klarer Gestaltung, ortsbildprägend als Teil der Ringbebauung | 08992244 |
|                                         | Villa (mit Verandaanbau), Garten mit Brunnen und Remise | Dr.-Brinitzer-Straße 10 (Karte)                                      | 1880/1890                                                   | Städtebaulich, baugeschichtlich und künstlerisch von Bedeutung, ein Gründerzeithaus, ortsbildprägend als Teil der Ringbebauung | 09270489 |
|                                         | Schulgebäude mit angebauter Turnhalle (Volksschule, Friedrichsschule) | Dr.-Friedrichs-Straße 5 (Karte)                                      | 1897                                                        | Städtebaulich, baugeschichtlich und ortsgeschichtlich von Bedeutung, ein Gründerzeitbau | 09271853 |
| Weitere Bilder                          | Doppelmietshaus mit Einfriedung | Dr.-Friedrichs-Straße 13, 15 (Karte)                                 | 1897                                                        | Städtebaulich und baugeschichtlich von Bedeutung, Gründerzeithäuser, Seitenrisalite mit geschwungenen Giebeln und ornamentalem Schmuck | 09271231 |
| Weitere Bilder                          | Doppelmietshaus mit Einfriedung | Dr.-Friedrichs-Straße 17, 19 (Karte)                                 | Bezeichnet mit 1897                                         | Städtebaulich und baugeschichtlich von Bedeutung, Gründerzeithäuser, Seitenrisalite mit geschwungenen Giebeln und ornamentalem Schmuck | 09271952 |
| Weitere Bilder                          | Doppelmietshaus | Dr.-Friedrichs-Straße 20, 22 (Karte)                                 | Bezeichnet mit 1896                                         | Städtebaulich und baugeschichtlich von Bedeutung, Gründerzeithäuser, Risalite mit Giebeln und originale Architekturgliederung | 08992245 |
| Weitere Bilder                          | Mietshaus, in halboffener Bebauung | Dresdner Straße 6 (Karte)                                            | Bezeichnet mit 1895                                         | Städtebaulich und baugeschichtlich von Bedeutung, ein Gründerzeithaus (Klinkerfassade) | 08992246 |
| Weitere Bilder                          | Kinderheim | Dresdner Straße 7 (Karte)                                            | Bezeichnet mit 1899, 1900                                   | Städtebaulich, baugeschichtlich und ortsgeschichtlich von Bedeutung, ein Gründerzeithaus, schöner Klinkerbau, mit der Aufschrift „Kinderheim. Geschenk von Max Haar. 1900“ | 09271894 |
| Weitere Bilder                          | Mietvilla mit Einfriedung | Dresdner Straße 12 (Karte)                                           | Ende 19. Jahrhundert                                        | Städtebaulich und baugeschichtlich von Bedeutung, ein straßenbildprägender Gründerzeitbau im Stil der deutschen Neorenaissance | 09271893 |
| Weitere Bilder                          | Mietvilla mit Einfriedung | Dresdner Straße 18 (Karte)                                           | Um 1900                                                     | Städtebaulich und baugeschichtlich von Bedeutung, ein Gründerzeithaus im Schweizerstil | 09271895 |
| Weitere Bilder                          | Doppelmietshaus (zusammen mit Rietschelstraße 3) mit Einfriedung, Eckhaus | Dresdner Straße 21 (Karte)                                           | Bezeichnet mit 1901                                         | Städtebaulich und baugeschichtlich von Bedeutung, ein Gründerzeithaus (Putzfassade) mit straßenbildprägendem Eckturm | 09271863 |
| Weitere Bilder                          | Wohnhäuser der Heimstätten-Gesellschaft Sachsen in Dresden, Nr. 30 mit Läden (Wohnhausgruppe zusammen mit Friedrich-Haupt-Straße 2) | Dresdner Straße 28, 30 (Karte)                                       | Bezeichnet mit 1928–1929                                    | Städtebaulich und baugeschichtlich von Bedeutung, geschwungener Eckbau mit Anklängen expressionistischer Gestaltung | 08992393 |
| Weitere Bilder                          | Doppelmietshaus (zusammen mit Rietschelstraße 5), Eckhaus mit Eckladen | Dresdner Straße 50 (Karte)                                           | Bezeichnet mit 1899                                         | Städtebaulich und baugeschichtlich von Bedeutung, ein Gründerzeithaus (Putzfassade), straßenbildprägende Lage mit Volutengiebeln und mit originaler Ladenfront | 09271864 |
| Weitere Bilder                          | Doppelmietshaus mit Einfriedung | Dresdner Straße 60, 62 (Karte)                                       | Um 1900                                                     | Städtebaulich und baugeschichtlich von Bedeutung, repräsentative Gründerzeitbauten, Putzfassade mit Klinkergliederung, malerische Aufbauten (Erker zum Teil in Fachwerk und Türmchen), Teil des Gründerzeit-Ensembles an der Heinrich-Mann-Straße | 09271871 |
| Weitere Bilder                          | Phänomen-Werke Gustav Hiller (Sachgesamtheit), später Robur-Fahrzeugbau | Eisenbahnstraße 1b (Bahnhofstraße 27, 29) (Karte)                    | 1921–1923                                                   | Sachgesamtheit Phänomen-Werke Gustav Hiller: als Einzeldenkmal das Produktionsgebäude Eisenbahnstraße 1b (intern Haus 1, siehe 09300729) und Verwaltungsbau in der Bahnhofstraße 27/29 (siehe 08960472); städtebaulich, baugeschichtlich, ortsgeschichtlich, technikgeschichtlich, künstlerisch und kunstgeschichtlich von Bedeutung, der Hauptbau ein fünfgeschossiger Putzbau mit kräftiger Pilaster-Gliederung (vom Chemnitzer Architekturbüro Zapp und Basarke); 25. März 2008 (Abbruch außer Bahnhofstraße 29 und Hauptgebäude Eisenbahnstraße 1b)                                                            | 09274674 |
| Weitere Bilder                          | Das ältere Produktionsgebäude (intern Haus 1, Einzeldenkmal zu ID-Nr. 09274674) | Eisenbahnstraße 1b (Karte)                                           | 1921–1923                                                   | Einzeldenkmal der Sachgesamtheit Phänomen-Werke Gustav Hiller; städtebaulich, baugeschichtlich, ortsgeschichtlich, technikgeschichtlich, künstlerisch und kunstgeschichtlich von Bedeutung, ein fünfgeschossiger Putzbau mit kräftiger Pilaster-Gliederung, moderner Industriebau in neuer Sachlichkeit mit neoklassizistischen Elementen, vom Chemnitzer Architekturbüro Zapp und Basarke | 09300729 |
| Weitere Bilder                          | Wohnhaus der Heimstätten-Gesellschaft Sachsen in Dresden (Wohnhausgruppe zusammen mit Dresdner Straße 28/30) | Friedrich-Haupt-Straße 2 (Karte)                                     | Bezeichnet mit 1928–1929                                    | Städtebaulich und baugeschichtlich von Bedeutung, geschwungener Eckbau mit Anklängen expressionistischer Gestaltung | 09271858 |
| Weitere Bilder                          | Mietshaus (mit drei Eingängen) | Gabelsbergerstraße 1, 3, 5 (Karte)                                   | Um 1900                                                     | Städtebaulich und baugeschichtlich von Bedeutung, ein Gründerzeitgebäude mit Klinkerfassade | 09271874 |
| Weitere Bilder                          | Doppelmietshaus mit originaler Ladenfront | Gabelsbergerstraße 7, 9 (Karte)                                      | Um 1903                                                     | Städtebaulich und baugeschichtlich von Bedeutung, imposante Jugendstilfassade mit stark plastischen Köpfen | 09271873 |
| Weitere Bilder                          | Mietshaus (mit drei Eingängen) | Gabelsbergerstraße 8, 10, 12 (Karte)                                 | 1903 (laut Bauakte)                                         | Städtebaulich und baugeschichtlich von Bedeutung, ein Gründerzeitgebäude mit Putzfassade, Jugendstilelemente | 09271872 |
| Weitere Bilder                          | Doppelmietshaus (zusammen mit Äußere Weberstraße 69) mit Laden, in Ecklage | Gabelsbergerstraße 11 (Karte)                                        | Um 1900                                                     | Städtebaulich und baugeschichtlich von Bedeutung, ein Gründerzeithaus mit markanter Eckausbildung | 09302199 |
| Weitere Bilder                          | Wohnstallhaus (Gärtnerhaus) und Nebengebäude | Goldbachstraße 41, 43 (Karte)                                        | 18. Jahrhundert                                             | Baugeschichtlich, wirtschaftsgeschichtlich und sozialgeschichtlich von Bedeutung | 09271886 |
| Weitere Bilder                          | Villa Danneberg mit Nebengebäude (Remise und Kutscherwohnung) und Villengarten mit Einfriedung | Heinrich-Heine-Platz 4 (Karte)                                       | 1861                                                        | Städtebaulich, baugeschichtlich und platzbildprägend von Bedeutung, Garten im englischen Stil | 09270488 |
|                                         | Wohnhaus mit Löwenapotheke (sowie mit Anbau und Remise im Hof) | Heinrich-Heine-Platz 6 (Karte)                                       | 1850                                                        | Städtebaulich, baugeschichtlich, ortsgeschichtlich und platzbildprägend von Bedeutung, villenartiger Bau mit Löwenskulptur, 1889 zog ein Apotheker ein, der dem Bau 1898 sein heutiges Gesicht verlieh | 09270487 |
| Weitere Bilder                          | Brunnen (Einzeldenkmal zu ID-Nr. 08992283) | Heinrich-Heine-Platz, gegenüber Nr. 4 und Nr. 6 (Karte)              | 19. Jahrhundert                                             | Einzeldenkmal der Sachgesamtheit Ringanlagen; platzbildprägend und gartenkünstlerisch von Bedeutung, runder Sandsteinring, Teil des Promenadenrings | 08992273 |
| Weitere Bilder                          | Doppelmietshaus, Eckhaus | Heinrich-Mann-Straße 3, 3a (Karte)                                   | Bezeichnet mit 1901                                         | Baugeschichtlich, künstlerisch und städtebaulich von Bedeutung, prächtiger Gründerzeitbau, runder Eckturm von Karyatide getragen und Deckenmalerei im Foyer | 09271870 |
| Weitere Bilder                          | Mietshaus in Ecklage | Heinrich-Mann-Straße 5 (Karte)                                       | Bezeichnet mit 1898                                         | Baugeschichtlich, künstlerisch und städtebaulich von Bedeutung, prächtiger historisierender Bau, Klinkerfassade mit Fachwerkobergeschoss, mit markantem Eckturm mit Haube und Laterne, seitlich Balkone und reichgeschnitzte Gesprengegiebel | 09271869 |
| Weitere Bilder                          | Doppelmietshaus | Heinrich-Mann-Straße 7, 9 (Karte)                                    | Um 1900                                                     | Baugeschichtlich, künstlerisch und städtebaulich von Bedeutung, prächtiger historisierender Bau, Klinkerfassade mit Fachwerkobergeschoss, Seitenrisalite mit reichgeschnitzten Balkonen und Gesprengegiebel | 09271868 |
| Weitere Bilder                          | Mietshaus (drei Eingänge, zusammen mit Pescheckstraße 31/33) mit Ladeneinbau in Ecklage | Heydenreichstraße 1 (Karte)                                          | Ende 19. Jahrhundert                                        | Städtebaulich und baugeschichtlich von Bedeutung, Gründerzeitgebäude mit Klinkerfassade | 09271881 |
| Weitere Bilder                          | Mietshaus (mit drei Eingängen) | Heydenreichstraße 3, 5, 7 (Karte)                                    | Um 1900                                                     | Städtebaulich und baugeschichtlich von Bedeutung, Gründerzeitgebäude mit Klinkerfassade | 09271882 |
| Weitere Bilder                          | Mietshaus (mit drei Eingängen) | Heydenreichstraße 8, 10, 12 (Karte)                                  | Bezeichnet mit 1893                                         | Städtebaulich und baugeschichtlich von Bedeutung, Gründerzeitgebäude mit Klinkerfassade | 08992274 |
| Weitere Bilder                          | Mietshaus (mit drei Eingängen) | Heydenreichstraße 9, 11, 13 (Karte)                                  | Um 1900                                                     | Städtebaulich und baugeschichtlich von Bedeutung, Gründerzeitgebäude mit Klinkerfassade | 09271883 |
| Weitere Bilder                          | Mietshaus (mit drei Eingängen) | Heydenreichstraße 15, 17, 19 (Karte)                                 | Ende 19. Jahrhundert                                        | Städtebaulich und baugeschichtlich von Bedeutung, Gründerzeitgebäude mit Klinkerfassade | 09271884 |
| Weitere Bilder                          | Doppelmietshaus (zusammen mit Weststraße 13), mit Einfriedung | Heydenreichstraße 21 (Karte)                                         | Ende 19. Jahrhundert                                        | Städtebaulich und baugeschichtlich von Bedeutung, Gründerzeitgebäude mit reich gestalteter Klinkerfassade und straßenbildprägendem Erker | 09271984 |
| Weitere Bilder                          | Erweiterungsbau der Höheren Webschule (Fachschule für Energie) | Hochwaldstraße 2 (Karte)                                             | 1954                                                        | Baugeschichtlich von Bedeutung, der Ursprungsbau: Theodor-Körner-Allee 18 (siehe auch dort) ein Gründerzeitgebäude mit Erweiterung zur Hochwaldstraße, zweiter Erweiterungsbau (Nr. 2) im Stil der Moderne der 1950er Jahre, errichtet als Fachschule für Energie, ausgestattet mit großzügigem Treppenhaus mit linsenförmigem Treppenauge und originalen ornamentverglasten Fenstern | 09271928 |
|                                         | Verwaltungsgebäude der Allgemeinen Ortskrankenkasse, mit Einfriedung | Hochwaldstraße 4 (Karte)                                             | 1921                                                        | Baugeschichtlich, ortsgeschichtlich und straßenbildprägend von Bedeutung, im Reformstil der Zeit nach 1910, mit neobarocken und neoklassizistischen Stilanklängen, Fassade mit ionischen Kolossalsäulen | 09271930 |
| Weitere Bilder                          | Asyl für hiesige betagte Männer und Weiber vom Hospital St. Jacob Altersheim | Innere Weberstraße 41 (Karte)                                        | 1862–1864                                                   | Baugeschichtlich, ortsgeschichtlich, ortsbildprägend und künstlerisch von Bedeutung, stattliches Gebäude im historistischen Stil, Entwurf: Stadtbaudirektor Emil Trummler, ortsbildprägende Lage am Ring (Dr.-Brinitzer-Straße) | 09270277 |
| Weitere Bilder                          | Weberkirche mit Ausstattung, Kirchhof mit Einfriedungsmauer sowie Grabanlagen (zwei Grufthäuser) und 110 Grabmalen | Innere Weberstraße 48 (Karte)                                        | Ende 15. Jahrhundert, Umbau 1889 (Kirche); 1864 (Orgel)     | Baugeschichtlich, ortsgeschichtlich, künstlerisch und kunstgeschichtlich von Bedeutung, vor der Stadtmauer an einen Turm des Webertores angebaute gotische Kirche (neogotisch überformt), an der Kirchhofmauer Familiengräber, ortsbildprägende Lage am Ring | 09270278 |
| Weitere Bilder                          | Pegelhaus Zittau 2 (Einzeldenkmal zu ID-Nr. 09303687) | Külzufer (Karte)                                                     | 1913                                                        | Einzeldenkmal der Sachgesamtheit Zittauer Mandau-Hochufer; kleiner Bau auf quadratischem Grundriss, technikgeschichtlich von großer Bedeutung | 09303720 |
| Weitere Bilder                          | Mietshausgruppe | Külzufer 12, 13, 14, 15 (Karte)                                      | Um 1910                                                     | Baugeschichtlich und städtebaulich von Bedeutung, im Reformstil der Zeit um 1910 | 09271938 |
| Weitere Bilder                          | Mietshaus in halboffener Bebauung, mit Einfriedung (bauliche Einheit mit Nr. 17) | Külzufer 16 (Karte)                                                  | Um 1905                                                     | Städtebaulich und baugeschichtlich von Bedeutung, ein Jugendstilbau, anspruchsvolle Gestaltung in der Kubatur | 09273694 |
| Weitere Bilder                          | Mietshaus in geschlossener Bebauung, Eckhaus, am Külzufer mit Einfriedung (bauliche Einheit mit Nr. 16) | Külzufer 17 (Karte)                                                  | Um 1905                                                     | Städtebaulich und baugeschichtlich von Bedeutung, ein Jugendstilbau, Eckbetonung zur Hochwaldstraße | 09271937 |
| Weitere Bilder                          | Ehemaliges Gasthaus (heute Wohnhaus) mit Seitenflügel im Hof | Mandaustraße 4 (Karte)                                               | Bezeichnet mit 1779                                         | Baugeschichtlich und ortsgeschichtlich von Bedeutung, einfacher barocker Bau mit gebrochenem Dach, Fledermausgaupen und barockem Portal, in Quellen bezeichnet als Brandweinbrauerei, Wohn- und Schankgebäude | 09271907 |
|                                         | Mietshaus | Mandaustraße 5 (Karte)                                               | Ende 19. Jahrhundert                                        | Baugeschichtlich und städtebaulich von Bedeutung, anspruchsvoll gestaltetes Gründerzeitgebäude | 09271906 |
|                                         | Doppelmietshaus mit Einfriedung | Marschnerstraße 1b, 1c (Karte)                                       | Um 1910                                                     | Baugeschichtlich und städtebaulich von Bedeutung, anspruchsvoll gestaltetes Haus im Reformstil der Zeit um 1910 mit neoklassizistischen Anklängen | 09271846 |
| Weitere Bilder                          | Wohnhaus der Heimstättengesellschaft Sachsen in Dresden (mit Gebäudeflügel zum Hof) und Teile der Einfriedung | Marschnerstraße 1e (Karte)                                           | Bezeichnet mit 1925–1926                                    | Baugeschichtlich und städtebaulich von Bedeutung, Wohnhaus der Heimstättengesellschaft Sachsen in Dresden, im Heimatstil mit Art-déco-Anklängen, aufwendiger Eingangsbereich skulptural verziert, darüber Erker, an einer Gebäudeecke Skulptur (Postbote mit Horn) | 09271845 |
| Weitere Bilder                          | Bankgebäude (mit Wohnungen für Angestellte) und mit hinterem Anbau (Reichsbank) | Marschnerstraße 3 (Karte)                                            | 1923/1924 (laut Bauakte)                                    | Baugeschichtlich und ortsgeschichtlich von Bedeutung, neoklassizistisch anmutend, mit vielen originalen Details (u. a. Haustür, Lampen auf Stützen) | 08992305 |
|                                         | Doppelmietshaus (zusammen mit Max-Lange-Straße 1) mit Einfriedung | Marschnerstraße 3b (Karte)                                           | Um 1900                                                     | Städtebaulich und baugeschichtlich von Bedeutung, Gründerzeitgebäude, Mittelteile risalitartig hervorgehoben mit Gesprengegiebel | 09270505 |
|                                         | Villa | Marschnerstraße 4 (Karte)                                            | Um 1890                                                     | Baugeschichtlich von Bedeutung, ein Gründerzeitgebäude | 08992306 |
|                                         | Mietshaus mit Einfriedung, in Ecklage | Marschnerstraße 5 (Karte)                                            | Bezeichnet mit 1901                                         | Städtebaulich und baugeschichtlich von Bedeutung, ein Gründerzeitgebäude, die Risalite mit Gesprengegiebeln | 08992307 |
|                                         | Doppelmietshaus mit Einfriedung | Marschnerstraße 6, 8 (Karte)                                         | Ende 19. Jahrhundert                                        | Städtebaulich und baugeschichtlich von Bedeutung, Gründerzeitgebäude im Stil der Neorenaissance | 09271842 |
|                                         | Villa | Marschnerstraße 8b (Karte)                                           | Bezeichnet mit 1892                                         | Städtebaulich und baugeschichtlich von Bedeutung, anspruchsvolles Gründerzeitgebäude mit Gesprengegiebeln und Farbglasfenstern | 08992309 |
|                                         | Katholisch-Apostolische Kapelle | Marschnerstraße 10 (Karte)                                           | Ende 19. Jahrhundert                                        | Baugeschichtlich, kirchengeschichtlich und ortsgeschichtlich von Bedeutung, ein Gründerzeitgebäude | 09271837 |
|                                         | Wohnstallhaus eines ländlichen Anwesens | Marschnerstraße 22 (Karte)                                           | 18. Jahrhundert                                             | Baugeschichtlich und sozialgeschichtlich von Bedeutung, Obergeschoss teils Fachwerk | 09271843 |
|                                         | Mietshaus | Marschnerstraße 23 (Karte)                                           | Um 1900                                                     | Städtebaulich und baugeschichtlich von Bedeutung, ein Gründerzeitgebäude mit aufwändigen Holzveranden, die Risalite mit Gesprengegiebeln | 09271980 |
| Weitere Bilder                          | Doppelmietshaus (zusammen mit Marschnerstraße 3b) mit Einfriedung | Max-Lange-Straße 1 (Karte)                                           | Um 1900                                                     | Städtebaulich und baugeschichtlich von Bedeutung, Gründerzeitgebäude, Mittelteile risalitartig hervorgehoben mit Gesprengegiebel | 09271844 |
|                                         | Doppelmietshaus mit Einfriedung | Max-Lange-Straße 2, 4 (Karte)                                        | 1890er Jahre                                                | Städtebaulich und baugeschichtlich von Bedeutung, Gründerzeitgebäude | 08992310 |
|                                         | Doppelmietshaus (zusammen mit Rathenaustraße 27) in Ecklage | Max-Lange-Straße 11 (Karte)                                          | 1890er Jahre                                                | Städtebaulich und baugeschichtlich von Bedeutung, Gründerzeitgebäude mit Klinkerfassade | 08992311 |
|                                         | Mietshaus (zwei Eingänge) | Max-Lange-Straße 13, 15 (Karte)                                      | Bezeichnet mit 1905                                         | Städtebaulich und baugeschichtlich von Bedeutung, Gründerzeitgebäude mit Mittelrisalit und Jugendstilornamentik | 09273173 |
|                                         | Doppelmietshaus (zusammen mit Rathenaustraße 20) | Max-Lange-Straße 22 (Karte)                                          | Um 1895                                                     | Städtebaulich und baugeschichtlich von Bedeutung, Gründerzeitgebäude | 08992312 |
|                                         | Mietshaus (Doppelmietshaus mit Nr. 26, dieses kein Denkmal), mit Einfriedung | Max-Lange-Straße 28 (Karte)                                          | Um 1895                                                     | Städtebaulich und baugeschichtlich von Bedeutung, Gründerzeitgebäude | 08992314 |
|                                         | Doppelmietshaus mit Einfriedung | Max-Lange-Straße 30, 32 (Karte)                                      | Um 1905                                                     | Städtebaulich und baugeschichtlich von Bedeutung, Gründerzeitgebäude mit Klinkerfassade und Jugendstilornamentik | 09271854 |
|                                         | Gedenkstein für Carl Gottlob Moráwek | Morawekstraße (Karte)                                                |                                                             | Ortsgeschichtlich von Bedeutung, Denkmal für den Zittauer Historiker Carl Gottlob Moráwek | 09271836 |
|                                         | Ländliches Wohnhaus | Morawekstraße 1 (Karte)                                              | 2. Hälfte 18. Jahrhundert                                   | Baugeschichtlich und sozialgeschichtlich von Bedeutung, Obergeschoss verputztes Fachwerk, dort zwei Medaillons, wohl ehem. Gärtnerhaus | 09271840 |
| Weitere Bilder                          | Ländliches Wohnhaus (an Nr. 5 gebaut) | Morawekstraße 3 (Karte)                                              | 18. Jahrhundert                                             | Baugeschichtlich und sozialgeschichtlich von Bedeutung | 09271838 |
| Weitere Bilder                          | Ländliches Wohnhaus (an Nr. 3 gebaut) mit seitlichem Anbau | Morawekstraße 5 (Karte)                                              | 18. Jahrhundert                                             | Baugeschichtlich und sozialgeschichtlich von Bedeutung | 09271839 |
|                                         | Ländliches Wohnhaus | Morawekstraße 12 (Karte)                                             | 18. Jahrhundert                                             | Baugeschichtlich und sozialgeschichtlich von Bedeutung, Schieferbildwand, breit gelagerter Bau | 09271834 |
|                                         | Ländliches Wohnhaus | Morawekstraße 24 (Karte)                                             | 18. Jahrhundert                                             | Baugeschichtlich und sozialgeschichtlich von Bedeutung, Obergeschoss verputztes Fachwerk | 09271835 |
| Weitere Bilder                          | Ländliches Wohnhaus (Gärtnerhaus, angebaut an Nr. 6) mit Einfriedung | Neue Straße 8 (Karte)                                                | 18. Jahrhundert                                             | Baugeschichtlich und sozialgeschichtlich von Bedeutung, straßenbildprägende Lage, mit Krüppelwalmdach | 09271902 |
| Direkt Bild zu diesem Denkmal hochladen | Mietshaus | Neusalzaer Straße 42 (Karte)                                         | Um 1903                                                     | Historisierend mit aufwändig eingefassten Fenstern, im Inneren u. a. originale Fensterriegel, Wohnungsinnentüren, Fußbodenfliesen und Türklinken, baugeschichtlich von Bedeutung | 09307146 |
| Weitere Bilder                          | Zwei Wohnhäuser (Äußere Weberstraße 75 ein Doppelhaus mit Pescheckstraße 2) einer kleinen Wohnanlage, mit Einfriedung (Kriegerwohnstätten Baugenossenschaft Zittau) | Pescheckstraße 2 (Hauptanschrift: Äußere Weberstraße 75, 77) (Karte) | Um 1925                                                     | Städtebaulich und baugeschichtlich von Bedeutung, im Heimatstil der 1920er Jahre | 09302201 |
| Weitere Bilder                          | Ländliches Anwesen (ehemalige Mühle?) mit Wohnhaus, Wirtschaftsgebäude und eingeschossigem Verbindungsbau | Pescheckstraße 8 (Karte)                                             | Bezeichnet mit 1745                                         | Baugeschichtlich und wirtschaftsgeschichtlich von Bedeutung, barockes Wohnhaus mit hohem Mansarddach und schönem barocken Portal | 09271877 |
| Weitere Bilder                          | Wohnhaus (mit drei Hausnummern) auf dem Gelände einer abgebrochenen Wassermühle, mit Einfriedung, sowie hinter dem Haus Mühlgraben und Wehr (ehemals Alte Burgmühle) | Pescheckstraße 14b, 14c, 14d (Karte)                                 | Bezeichnet mit 1921                                         | Städtebaulich, baugeschichtlich und ortsgeschichtlich von Bedeutung, im Heimatstil der 1920er Jahre (der Vorgängerbau stammte von 1680, erneuert 1843), siehe auch ein weiteres Wohnhaus Weststraße 31/33 | 09271878 |
| Weitere Bilder                          | Wohnhaus mit Anbau | Pescheckstraße 27 (Karte)                                            | 18. Jahrhundert                                             | Baugeschichtlich und sozialgeschichtlich von Bedeutung, schlichter Bau mit Krüppelwalmdach | 09271879 |
| Weitere Bilder                          | Doppelmietshaus mit Einfriedung | Pescheckstraße 27c, 29 (Karte)                                       | Ende 19. Jahrhundert                                        | Städtebaulich und baugeschichtlich von Bedeutung, Gründerzeitgebäude mit Klinkerfassade | 09271981 |
| Weitere Bilder                          | Mietshaus (drei Eingänge, zusammen mit Heydenreichstraße 1) mit Einfriedung (bei Nr. 31) | Pescheckstraße 31, 33 (Karte)                                        | Ende 19. Jahrhundert                                        | Städtebaulich und baugeschichtlich von Bedeutung, Gründerzeitgebäude mit Klinkerfassade | 09271982 |
| Direkt Bild zu diesem Denkmal hochladen | Wohnhaus, Eckhaus | Rathenaustraße 1 (Karte)                                             | Um 1895                                                     | Eine Gestaltung mit der links angebauten Weststraße 12b, historistische Fassadengestaltung, dreigeschossig mit flach geneigtem Dach, im Inneren einschließlich beachtenswerter Öfen alles original erhalten, baugeschichtlich von Bedeutung | 09306625 |
| Weitere Bilder                          | Fabrikgebäude (Jalousienfabrik Max Vetterlein) | Rathenaustraße 18a (Karte)                                           | 1906                                                        | Baugeschichtlich und ortsgeschichtlich von Bedeutung, stattlicher Jugendstilbau, modern in Form und Konstruktion, war später Stuhlfabrik | 09270096 |
| Weitere Bilder                          | Mietshaus | Rathenaustraße 19 (Karte)                                            | Nach 1900                                                   | Baugeschichtlich und städtebaulich von Bedeutung, ein Gründerzeitgebäude mit Klinkerfassade und geschweiftem Giebel, im Dekor beginnender Jugendstil | 09271856 |
|                                         | Doppelmietshaus (zusammen mit Max-Lange-Straße 22) in Ecklage | Rathenaustraße 20 (Karte)                                            | Um 1895                                                     | Städtebaulich und baugeschichtlich von Bedeutung, Gründerzeitgebäude mit Eckbalkon | 08992318 |
|                                         | Mietshaus (drei Eingänge), teils mit Einfriedung | Rathenaustraße 21, 23, 25 (Karte)                                    | Nach 1900                                                   | Baugeschichtlich und städtebaulich von Bedeutung, ein Gründerzeitgebäude mit Klinkerfassade, Volutengiebeln und Erkern, Übergang zum Jugendstil | 09271855 |
| Weitere Bilder                          | Wohnhaus | Rathenaustraße 22 (Karte)                                            | Um 1890                                                     | Städtebaulich und baugeschichtlich von Bedeutung, ein Gründerzeitgebäude im Schweizerstil | 08992319 |
|                                         | Doppelmietshaus (zusammen mit Max-Lange-Straße 11) | Rathenaustraße 27 (Karte)                                            | 1890er Jahre                                                | Städtebaulich und baugeschichtlich von Bedeutung, Gründerzeitgebäude mit Klinkerfassade | 09301946 |
| Weitere Bilder                          | Doppelmietshaus (zusammen mit Dresdner Straße 21) mit Einfriedung | Rietschelstraße 3 (Karte)                                            | Bezeichnet mit 1901                                         | Städtebaulich und baugeschichtlich von Bedeutung, ein Gründerzeithaus | 09270222 |
| Weitere Bilder                          | Doppelmietshaus (zusammen mit Dresdner Straße 50) | Rietschelstraße 5 (Karte)                                            | Bezeichnet mit 1899                                         | Städtebaulich und baugeschichtlich von Bedeutung, ein Gründerzeithaus (Putzfassade), straßenbildprägender Volutengiebel | 09271865 |
| Weitere Bilder                          | Mietshaus (mit drei Eingängen), mit Einfriedung | Rietschelstraße 7, 9, 11 (Karte)                                     | Nach 1900                                                   | Städtebaulich und baugeschichtlich von Bedeutung, Gründerzeitgebäude mit Jugendstilornamentik (Masken, florale Ornamentik), Balkone mit originalen Gittern | 09271866 |
| Weitere Bilder                          | Doppelmietshaus mit Einfriedung | Rietschelstraße 18, 20 (Karte)                                       | Um 1905                                                     | Städtebaulich und baugeschichtlich von Bedeutung, im Reformstil der Zeit um 1910, teils barock, teils klassizistisch angelehnt | 08992323 |
| Weitere Bilder                          | Fabrikanlage mit Schornstein und die gesamten Garagenanlagen (Weberei und Färberei Dannenberg, Gießerei und Garagen Schuppe) | Theodor-Körner-Allee 2 (Karte)                                       | 1865                                                        | Baugeschichtlich, ortsgeschichtlich, technikgeschichtlich und verkehrsgeschichtlich von Bedeutung, 1865 als Weberei und Färberei von Herrn Dannenberg erbaut, 1919 von Richard Schuppe umgebaut und erweitert zur Gießerei und Großgaragenanlage | 09271940 |
| Weitere Bilder                          | Wohnhaus (mit Dampfbad) | Theodor-Körner-Allee 4 (Karte)                                       | Vor 1865                                                    | Baugeschichtlich und ortsgeschichtlich von Bedeutung, stattlicher, kubisch geschlossener, klassizistischer Bau, ortsbildprägende Lage am Ring | 09270486 |
| Weitere Bilder                          | Korbbogenportal einer ehemaligen Mühle | Theodor-Körner-Allee 10 (Karte)                                      | Bezeichnet mit 1771                                         | Handwerklich-künstlerisch von Bedeutung, schönes barockes Portal | 09301994 |
| Weitere Bilder                          | Höhere Webschule (Erweiterungsbau siehe Hochwaldstraße 2) | Theodor-Körner-Allee 18 (Karte)                                      | 1898, Erweiterung 1914/16                                   | Städtebaulich, ortsgeschichtlich und baugeschichtlich von Bedeutung, repräsentativer Bau, zur Ausbildung qualifizierten Personals in der hochtechnisierten Textilindustrie, Entwurf vom Zittauer Baumeister Hermann Funke, im Treppenhaus ein Bleiglasfenster der Firma Schlein, ortsbildprägende Lage am Ring | 08992396 |
| Weitere Bilder                          | Hallenbad, dazu die Stadtbadquelle (Säulen-Denkmal) vor dem Gebäude in den Ringanlagen | Töpferberg 1 (Karte)                                                 | 1870–1874                                                   | Baugeschichtlich, geschichtlich, ortsgeschichtlich und städtebaulich von Bedeutung, ortsbildprägende Lage am Ring, das noch im klassizistischen Stil erbaute Hallenbad eines der ersten Deutschlands (Architekt: Emil Trummler, Stadtbaudirektor in Zittau), ausgestattet mit Männer- und Frauenbassin, gebaut unter Integrierung des alten Stadtturmes „Speyviel“, der Vorgänger war das Augustusbad, darin erinnert die als korinthische Säule ausgebildete Stadtbadquelle (Entwurf von Karl Friedrich Schinkel), erhebt sich über der versiegten Mineralquelle                                                  | 09270516 |
| Weitere Bilder                          | Mietshaus in geschlossener Bebauung, mit Seitenflügel im Hof | Töpferberg 2 (Karte)                                                 | Bezeichnet mit 1900                                         | Städtebaulich und baugeschichtlich von Bedeutung, historisiend mit Klinkerfassade, originale Treppenhausausmalung, ortsbildprägende Lage am Ring | 09270546 |
|                                         | Wohnhaus in geschlossener Bebauung | Töpferberg 4 (Karte)                                                 | 18. Jahrhundert                                             | Städtebaulich und baugeschichtlich von Bedeutung | 09270545 |
|                                         | Mietshaus in geschlossener Bebauung | Töpferberg 10 (Karte)                                                | Ende 19. Jahrhundert                                        | Städtebaulich und baugeschichtlich von Bedeutung, ein Gründerzeithaus (Klinkerfassade) mit Holzveranda, ortsbildprägende Lage am Ring | 09271977 |
|                                         | Mietshaus mit Ladenzone, in halboffener Bebauung | Töpferberg 12 (Karte)                                                | Ende 19. Jahrhundert                                        | Städtebaulich und baugeschichtlich von Bedeutung, ein Gründerzeithaus (Klinkerfassade) mit Sandsteinornamentik, ortsbildprägende Lage am Ring | 09271978 |
|                                         | Villa mit Einfriedung, in Ecklage | Töpferberg 14 (Karte)                                                | Ende 19. Jahrhundert                                        | Städtebaulich und baugeschichtlich von Bedeutung, ein Gründerzeithaus mit Sandsteinornamentik und Eckgiebel, ortsbildprägende Lage am Ring | 09271979 |
|                                         | Villa mit Einfriedung, in Ecklage | Töpferberg 16 (Karte)                                                | Ende 19. Jahrhundert                                        | Städtebaulich und baugeschichtlich von Bedeutung, ein Gründerzeithaus mit Sandsteinornamentik und Eckturm, ortsbildprägende Lage am Ring | 09271841 |
|                                         | Doppelmietshaus, teilweise mit Einfriedung | Töpferberg 16b, 18 (Karte)                                           | Bezeichnet mit 1886 (Nr. 16b), bezeichnet mit 1887 (Nr. 18) | Städtebaulich und baugeschichtlich von Bedeutung, Gründerzeitgebäude mit Klinkerfassade, einheitliche Gestaltung mit Seitenrisaliten mit Loggien, ortsbildprägende Lage am Ring | 09270496 |
| Weitere Bilder                          | Villa mit Remise und Einfriedung | Töpferberg 24 (Karte)                                                | 2. Hälfte 19. Jahrhundert                                   | Städtebaulich und baugeschichtlich von Bedeutung, ein Gründerzeithaus (späterer Anbau), ortsbildprägende Lage am Ring | 09270493 |
| Weitere Bilder                          | Wohnhaus | Töpferberg 26 (Karte)                                                | 18. Jahrhundert                                             | Baugeschichtlich, sozialgeschichtlich und städtebaulich von Bedeutung, vorgründerzeitliche Bebauung, barockes Portal, Krüppelwalmdach mit Fledermausgaupen, ortsbildprägende Lage am Ring | 09271892 |
| Weitere Bilder                          | Mietshaus in Ecklage | Verlängerte Eisenbahnstraße 69 (Karte)                               | Um 1900                                                     | Baugeschichtlich, künstlerisch und städtebaulich von Bedeutung, prächtiger Gründerzeitbau, Klinkerfassade mit Fachwerkobergeschoss, mit markantem Eckturm mit Haube und Laterne, seitlich reichgeschnitzte Gesprengegiebel, aufwendige neobarocke Ornamentik (figural und floral), gehört zum Gründerzeitensemble an der Heinrich-Mann-Straße | 09271867 |
| Weitere Bilder                          | Mietvilla | Von-Ossietzky-Straße 2 (Karte)                                       | 1890er Jahre                                                | Städtebaulich und baugeschichtlich von Bedeutung, ein Gründerzeitgebäude, interessante Dachgestaltung mit Volutengiebel | 08992378 |
| Weitere Bilder                          | Doppelmietshaus | Von-Ossietzky-Straße 3, 5 (Karte)                                    | Bezeichnet mit 1894                                         | Städtebaulich und baugeschichtlich von Bedeutung, Gründerzeitgebäude (Klinkerfassade) | 09271852 |
| Weitere Bilder                          | Doppelmietshaus | Von-Ossietzky-Straße 7, 9 (Karte)                                    | Ende 19. Jahrhundert                                        | Städtebaulich und baugeschichtlich von Bedeutung, Gründerzeitgebäude mit Volutengiebeln, reiche Bauornamentik | 09271851 |
| Weitere Bilder                          | Mietshaus mit Einfriedung | Von-Ossietzky-Straße 11 (Karte)                                      | 1890er Jahre                                                | Städtebaulich und baugeschichtlich von Bedeutung, Gründerzeitgebäude, anspruchsvolle Dachgestaltung mit Volutengiebel | 08992379 |
| Weitere Bilder                          | Doppelmietshaus mit Einfriedung | Von-Ossietzky-Straße 13, 15 (Karte)                                  | Ende 19. Jahrhundert                                        | Städtebaulich und baugeschichtlich von Bedeutung, Gründerzeitgebäude mit Volutengiebeln | 09271850 |
| Weitere Bilder                          | Doppelmietshaus, teilweise mit Einfriedung | Von-Ossietzky-Straße 21, 23 (Karte)                                  | 1890er Jahre                                                | Städtebaulich und baugeschichtlich von Bedeutung, Gründerzeitgebäude (Klinkerfassade) | 08992380 |
| Weitere Bilder                          | Doppelmietshaus, teilweise mit Einfriedung | Von-Ossietzky-Straße 33, 35 (Karte)                                  | 1890er Jahre                                                | Städtebaulich und baugeschichtlich von Bedeutung, Gründerzeitgebäude mit Volutengiebeln | 08992382 |
| Weitere Bilder                          | Wohnhaus | Westpark 5 (Karte)                                                   | 1920er Jahre                                                | Baugeschichtlich von Bedeutung, mit Art-déco-Elementen | 08992388 |
| Direkt Bild zu diesem Denkmal hochladen | Wohnhaus | Weststraße 12b (Karte)                                               | Um 1895                                                     | Eine Gestaltung mit dem rechts angebauten Eckhaus Weststraße 1, historistische Fassadengestaltung, dreigeschossig mit flach geneigtem Dach, im Inneren alles original erhalten, baugeschichtlich von Bedeutung | 09306626 |
| Weitere Bilder                          | Doppelmietshaus (zusammen mit Heydenreichstraße 21) in Ecklage, mit Hofgebäude und Resten der Einfriedung | Weststraße 13 (Karte)                                                | Ende 19. Jahrhundert                                        | Städtebaulich und baugeschichtlich von Bedeutung, Gründerzeitgebäude mit reich gestalteter Klinkerfassade, straßenbildprägender Eckturm sowie Erker | 09271230 |
| Weitere Bilder                          | Mietshaus (mit drei Eingängen) | Weststraße 17, 19, 21 (Karte)                                        | Ende 19. Jahrhundert                                        | Städtebaulich und baugeschichtlich von Bedeutung, Gründerzeitgebäude mit ungewöhnlicher Klinkerfassade | 09271885 |
| Weitere Bilder                          | Gaswerksbauten (siehe auch Äußere Weberstraße 43) | Weststraße 20a (Karte)                                               | Ende 18. Jahrhundert                                        | Technikgeschichtlich, ortsgeschichtlich und baugeschichtlich von Bedeutung, gründerzeitliche Backstein-Bauten und Bauten mit Backstein-Architekturgliederung | 09270495 |
| Weitere Bilder                          | Wohnhaus (mit zwei Hausnummern) | Weststraße 31, 33 (Karte)                                            | 1921                                                        | Städtebaulich und baugeschichtlich und ortsgeschichtlich von Bedeutung, im Heimatstil, monumental-repräsentative Architektur der 1920er Jahre, siehe auch Pescheckstraße 14b–d | 08992389 |

## Streichungen von der Denkmalliste
| Bild                                    | Bezeichnung                    | Lage                          | Datierung           | Beschreibung | ID       |
| --------------------------------------- | ------------------------------ | ----------------------------- | ------------------- | --- | -------- |
| Direkt Bild zu diesem Denkmal hochladen | Wohnhaus und angebaute Scheune | Äußere Weberstraße 49 (Karte) | 18./19. Jahrhundert | Baugeschichtlich, wirtschaftsgeschichtlich, sozialgeschichtlich und straßenbildprägend von Bedeutung, wohl Gärtneranwesen; zwischen 2010 und 2013 abgerissen (siehe heutiger Zustand)     | 09271831 |
| Weitere Bilder                          | Mietshaus in Ecklage           | Neue Burgstraße 18 (Karte)    | Bezeichnet mit 1900 | Im historistischen Stil, Gliederungssystem mit Gurtgesimsen, Fensterfaschen und -bedachungen, städtebaulich und baugeschichtlich von Bedeutung; nach 2014 von der Denkmalliste gestrichen | 09303110 |

## Tabellenlegende
- Bild: Bild des Kulturdenkmals, ggf. zusätzlich mit einem Link zu weiteren Fotos des Kulturdenkmals im Medienarchiv Wikimedia Commons. Wenn man auf das Kamerasymbol klickt, können Fotos zu Kulturdenkmalen aus dieser Liste hochgeladen werden:
- Bezeichnung: Denkmalgeschützte Objekte und ggf. Bauwerksname des Kulturdenkmals
- Lage: Straßenname und Hausnummer oder Flurstücknummer des Kulturdenkmals. Die Grundsortierung der Liste erfolgt nach dieser Adresse. Der Link (Karte) führt zu verschiedenen Kartendiensten mit der Position des Kulturdenkmals. Fehlt dieser Link, wurden die Koordinaten noch nicht eingetragen. Sind diese bekannt, können sie über ein Tool mit einer Kartenansicht einfach nachgetragen werden. In dieser Kartenansicht sind Kulturdenkmale ohne Koordinaten mit einem roten bzw. orangen Marker dargestellt und können durch Verschieben auf die richtige Position in der Karte mit Koordinaten versehen werden. Kulturdenkmale ohne Bild sind an einem blauen bzw. roten Marker erkennbar.
- Datierung: Baubeginn, Fertigstellung, Datum der Erstnennung oder grobe zeitliche Einordnung entsprechend des Eintrags in der sächsischen Denkmaldatenbank
- Beschreibung: Kurzcharakteristik des Kulturdenkmals entsprechend des Eintrags in der sächsischen Denkmaldatenbank, ggf. ergänzt durch die dort nur selten veröffentlichten Erfassungstexte oder zusätzliche Informationen
- ID: Vom Landesamt für Denkmalpflege Sachsen vergebene, das Kulturdenkmal eindeutig identifizierende Objekt-Nummer. Der Link führt zum PDF-Denkmaldokument des Landesamtes für Denkmalpflege Sachsen. Bei ehemaligen Kulturdenkmalen können die Objektnummern unbekannt sein und deshalb fehlen bzw. die Links von aus der Datenbank entfernten Objektnummern ins Leere führen. Ein ggf. vorhandenes Icon  führt zu den Angaben des Kulturdenkmals bei Wikidata.